# مومی ایشیبوچی
مومی ایشیبوچی (انگلیسی: Moemi Ishibuchi؛ زادهٔ ۲۰ آوریل ۱۹۹۶) بازیکن فوتبال اهل ژاپن است.